# Jagdgeschwader 232
232-га винищувальна ескадра (нім. Jagdgeschwader 232 (JG 232) — винищувальна ескадра Люфтваффе, що існувала у складі повітряних сил вермахту напередодні Другої світової війни. 20 квітня 1937 року її формування пішли на створення 137-ї винищувальної ескадри (JG 137).

## Історія
232-га винищувальна ескадра заснована 1 квітня 1936 року у Бернбурзі і складалася лише з однієї авіаційної групи, що поділялася на три ескадрильї, штабну роту та роту аеродромного забезпечення ескадри. Підпорядковувалася Jagdgeschwader 132 і була оснащена Heinkel He 51 A і B. З 1937 року група також отримала кілька Arado Ar 68 E і F. 1 квітня 1937 року група була перетворена на I групу Jagdgeschwader 137.

## Командування

### Командири
штаб (Stab/JG 232)
- майор Бруно Лерцер (нім. Bruno Loerzer) (1 квітня 1936 — 28 лютого 1937);
- оберстлейтенант Георг Вайнер (нім. Georg Weiner) (1 березня — 20 квітня 1937).